# Capulet (coiffure)
Pour les articles homonymes, voir capulet (homonymie).

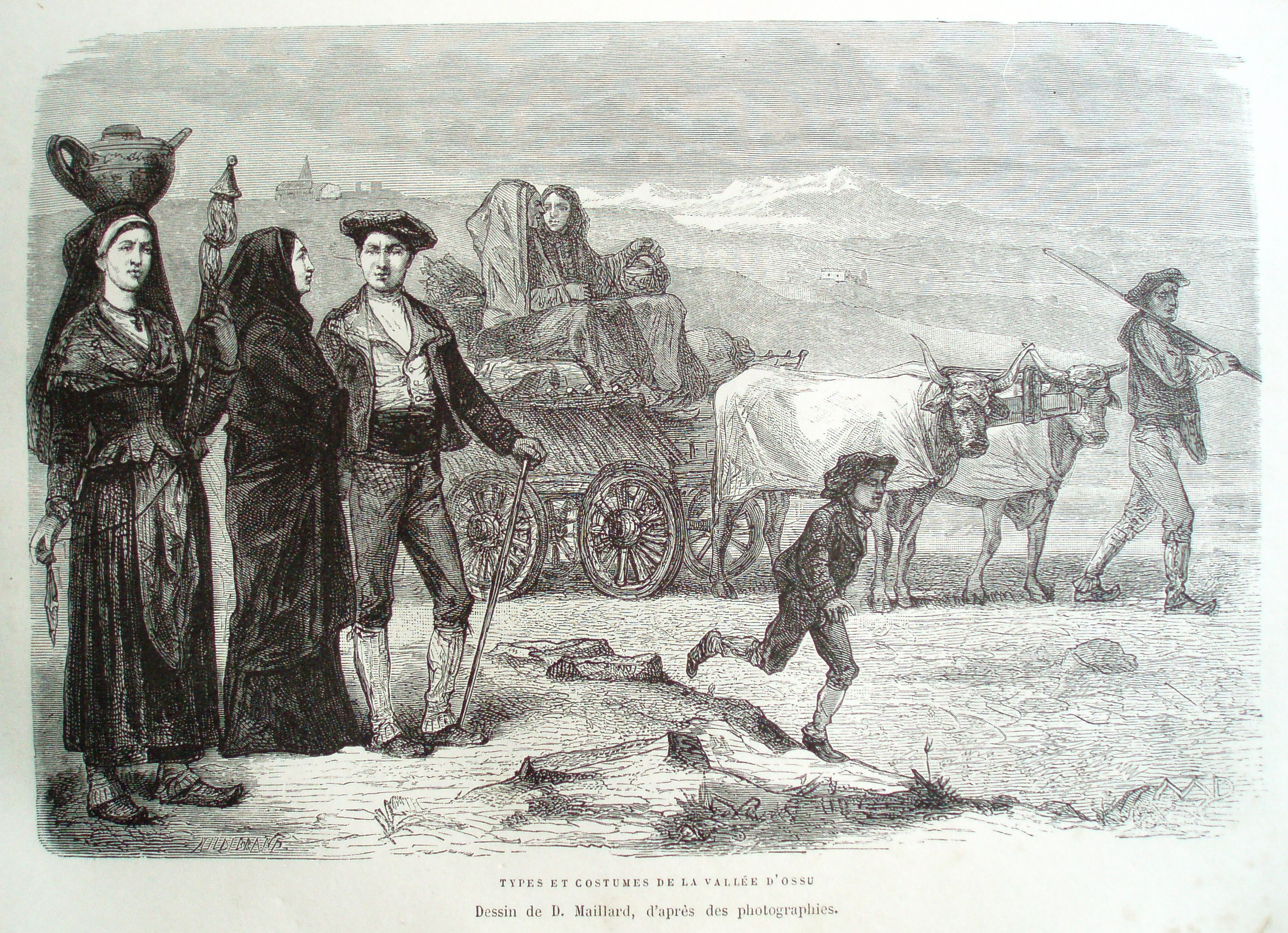
Costumes de la vallée d'Ossau : la femme à gauche porte un capulet

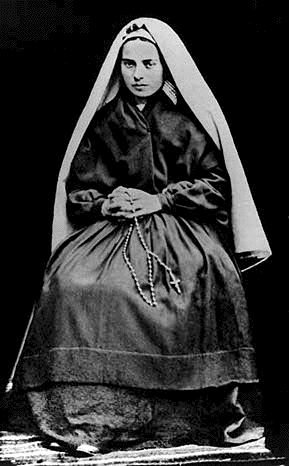
Bernadette Soubirous portant le capulet

Le capulet est une coiffe typique des femmes dans les Pyrénées occidentales, centrales, et orientales (Aude, Cerdagne, Roussillon : caputxa en catalan) en usage aux XVIIIe et XIXe siècles. Il a été abondamment représenté par les artistes, dessinateurs et lithographes au XIXe siècle, tels que Eugène Devéria, Alfred Dartiguenave, Édouard Pingret, James Duffield Harding, etc.

## Présentation
Il consiste en un grand rectangle d'étoffe de laine posé sur la tête et recouvrant les épaules, allant parfois jusqu'à la taille. Il se portait généralement par-dessus une petite coiffe recouvrant les cheveux. À l'origine, il s'agissait d'un simple sac rectangulaire décousu sur deux côtés, dont l'angle donnait une pointe caractéristique (l'appellation de sacòt a subsisté en vallée d'Ossau pour désigner le capulet). Le sac a été longtemps utilisé comme coiffure au quotidien : en vallée d'Aure, on l'appelait capette. D'ailleurs, le grand sac de toile de jute servant à tous les usages agricoles (semences, farine, etc.) a longtemps et partout servi de protection improvisée, porté avec un angle sur la tête.
La couleur du capulet est souvent fixée selon le lieu (la vallée) d'habitation :  il est souvent rouge, comme en vallée d'Ossau, ou blanc, parfois brun ou bleu. Sa taille et la façon de le porter varient aussi en fonction des circonstances : simple au quotidien, plus ample et plus riche pour les fêtes, noir et très ample pour le deuil, etc. Il est en général uni, ou garni d'un galon sur le pourtour, et doublé de soie pour les plus luxueux. Au quotidien et dans les travaux, les femmes peuvent le replier et le porter sur le sommet de la tête. Une lithographie d’Édouard Pingret, d'après un dessin de Benard, montre ainsi une Paysanne du village de Grip, passant le Toumalet, qui file la laine tout en marchant : « quand il fait très chaud, la femme le plie en quatre et le porte sur sa tête comme un coussin, mais elle n'oserait paraître dans une réunion publique sans son capulet bien développé ; l'usage du pays l'exige ainsi ».
L'expression « Dame au Capulet » a parfois été utilisée pour désigner la Vénus de Brassempouy, une statuette préhistorique en ivoire représentant une tête recouverte d'une coiffe particulière, ressemblant davantage à une résille qu’à un capulet.

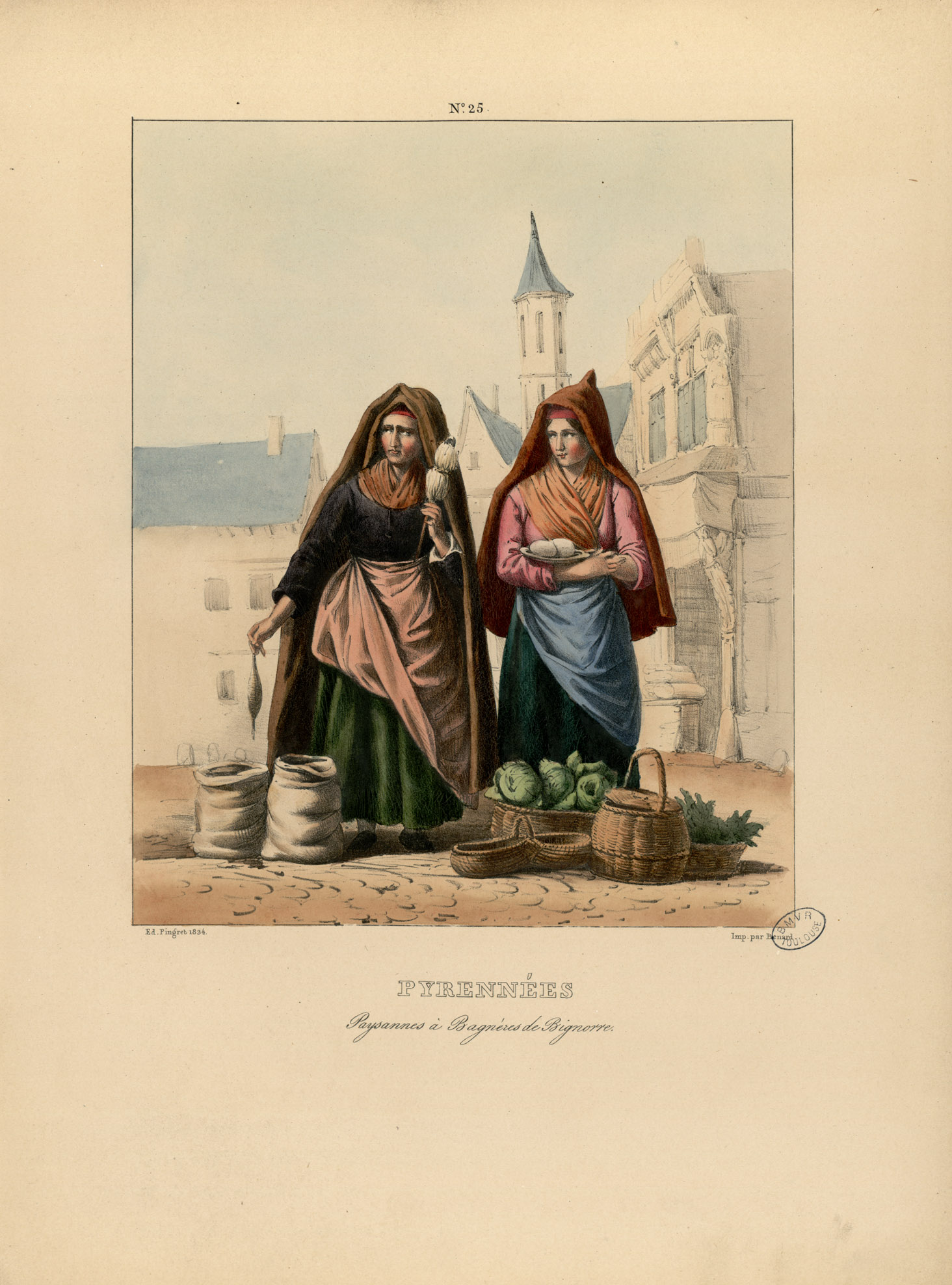
Lithographies de Pingret : paysannes de Bagnères de Bigorre, portant le capulet.
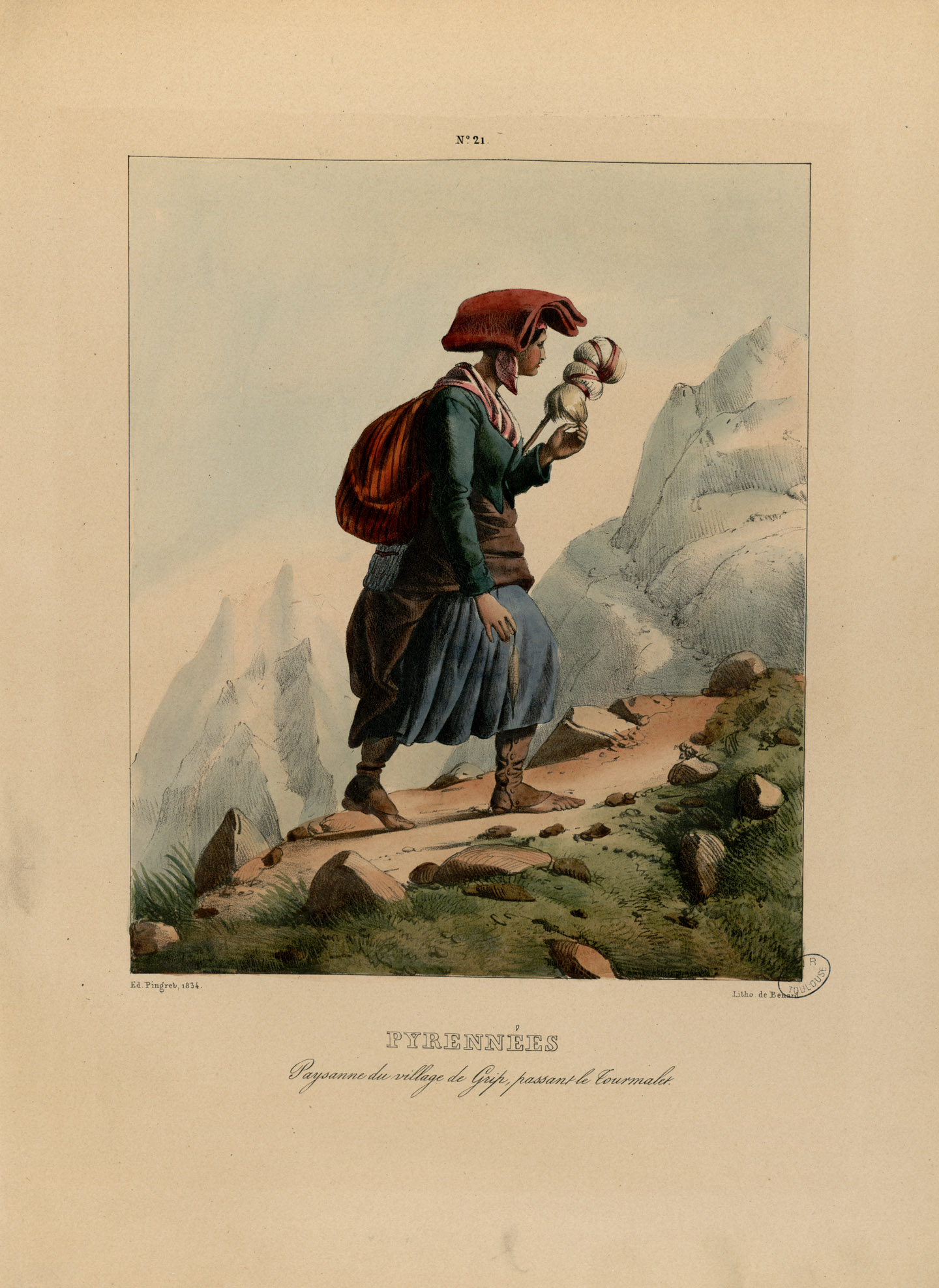
Capulet porté replié